# Europastraße 66
Die Europastraße 66 ist eine Europastraße, die von West nach Ost führt. Beginnend in Franzensfeste in Italien führt sie durch Österreich bis an die ungarische Grenze, um in Székesfehérvár in Ungarn zu enden. Sie ist 651 km lang.

## Streckenverlauf
Die E 66 beginnt in Franzensfeste bei Brixen, dort besteht über die Autobahnausfahrt Vahrn/Brixen der A 22 Brennerautobahn Anschluss an die Europastraße 45. Sie führt auf der Trasse der SS 49 Pustertalstraße nach Osten über Bruneck und Toblach (SS 51) an die italienisch-österreichische Grenze.
Ab der Grenze folgt die E 66 der Drautal Straße B 100 über Sillian, Lienz in Osttirol und weiter in Kärnten über Oberdrauburg an den Millstätter See. Vom Knoten Spittal/Millstättersee folgt die Europastraße der Tauernautobahn (A 10) Richtung Südosten bis zum Knoten Villach. Ab diesem Knoten folgt die Straße der Süd Autobahn (A 2) entlang des Wörthersees. Über Klagenfurt und Graz führt die Europastraße weiter bis zum Knoten Riegersdorf, wo sie auf der Fürstenfelder Schnellstraße (S 7) nach Osten weiterführt. Entlang der Fürstenfelder Schnellstraße führt die Route über Fürstenfeld und weiter entlang der Gleisdorfer Straße (B 65) über Heiligenkreuz im Lafnitztal an die österreichisch-ungarische Grenze. Ab 2025 soll dieser Abschnitt durch die Fürstenfelder Schnellstraße (S 7) ersetzt werden. Die Fertigstellung des Ostabschnitts verzögert sich jedoch bis Ende 2024[veraltet], die Freigabe für den Verkehr soll Mitte 2025 erfolgen.
Von der Grenze verläuft die Route entlang der Autópálya M80 und der 8-as főút (Staatsstraße 8) über Körmend und Veszprém nach Székesfehérvár.
2012 schlug Ungarn eine Verlängerung der E 66 von Székesfehérvár über Dunaújváros und Kecskemét nach Szolnok zur Europastraße 60 vor.